# Британия (римска провинция)
Вижте пояснителната страница за други значения на Британия.
Терминът Римска Британия се свързва с тези части на острова, контролирани от Римската империя между 43 г. до около 410 г. Римляните наричат провинцията си Британия. Преди римската инвазия, Британия от железната епоха има културни и икономически връзки с континентална Европа, но нашествениците внасят ново развитие в селското стопанство, урбанизацията, промишлеността и архитектурата, оставяйки видимо и днес наследство.

## История

### Първи свидетелства
Най-старите запазени писмени сведения за Британските острови са оставени от пътешественика Питей през 4 век пр.н.е. През следващите столетия регионът поддържа търговски връзки със Средиземноморието, най-вече като доставчик на калай.
Документални и археологически данни са налице за следните римски укрепени селища в Британия:

### Завладяване от Рим
Римляните достигат до Великобритания през 55 пр.н.е., когато Юлий Цезар се прехвърля с войските си на острова. Скоро обаче се оттегля. По това време южните райони са населени от брити и белги, близки помежду си келтски народности.
През 43 година римляните започват кампания по завоюване на Британските острови. През следващия половин век те успяват да покорят днешните Англия и Уелс, като създават провинция Британия. Оттук те извършват периодични нападения срещу южните части на Шотландия, но шотландските планини и Ирландия остават слабо засегнати от римското присъствие. В териториите под римска власт протича романизация на местното келтско население, като са пренесени обичайните за Римската империя модели в организацията на градовете, армията и земеползването. Останалите извън Империята области са населявани от келтските народности брити, пикти и скоти.
Притисната от проблемите си на континента, в началото на 5 век Западната Римска империя решава да изостави провинция Британия и изтегля своите войски и служители оттам.

## Галерия
- Племена, гардове и маршрути в Римска Британия
- Портална реконструкция, Адрианов вал
- Римската баня в Акве Сулис
- Табличките от Виндоланда
- Карта на археологическите находки от Римска Британия